# Teillé, Loire-Atlantique

Teillé este o comună în departamentul Loire-Atlantique, Franța. În 2009 avea o populație de 1,714 de locuitori.